# Вечерлей
Вечерле́й (рос. Вечерлей, ерз. Вачарлей) — село у складі Атяшевського району Мордовії, Росія. Входить до складу Кіржеманського сільського поселення.
У радянські часи існувало два населених пункти — Бутирки та Вечерлей.

## Населення
Населення — 404 особи (2010; 454 у 2002).
Національний склад (станом на 2002 рік):
- росіяни — 86 %